# NGC 2655

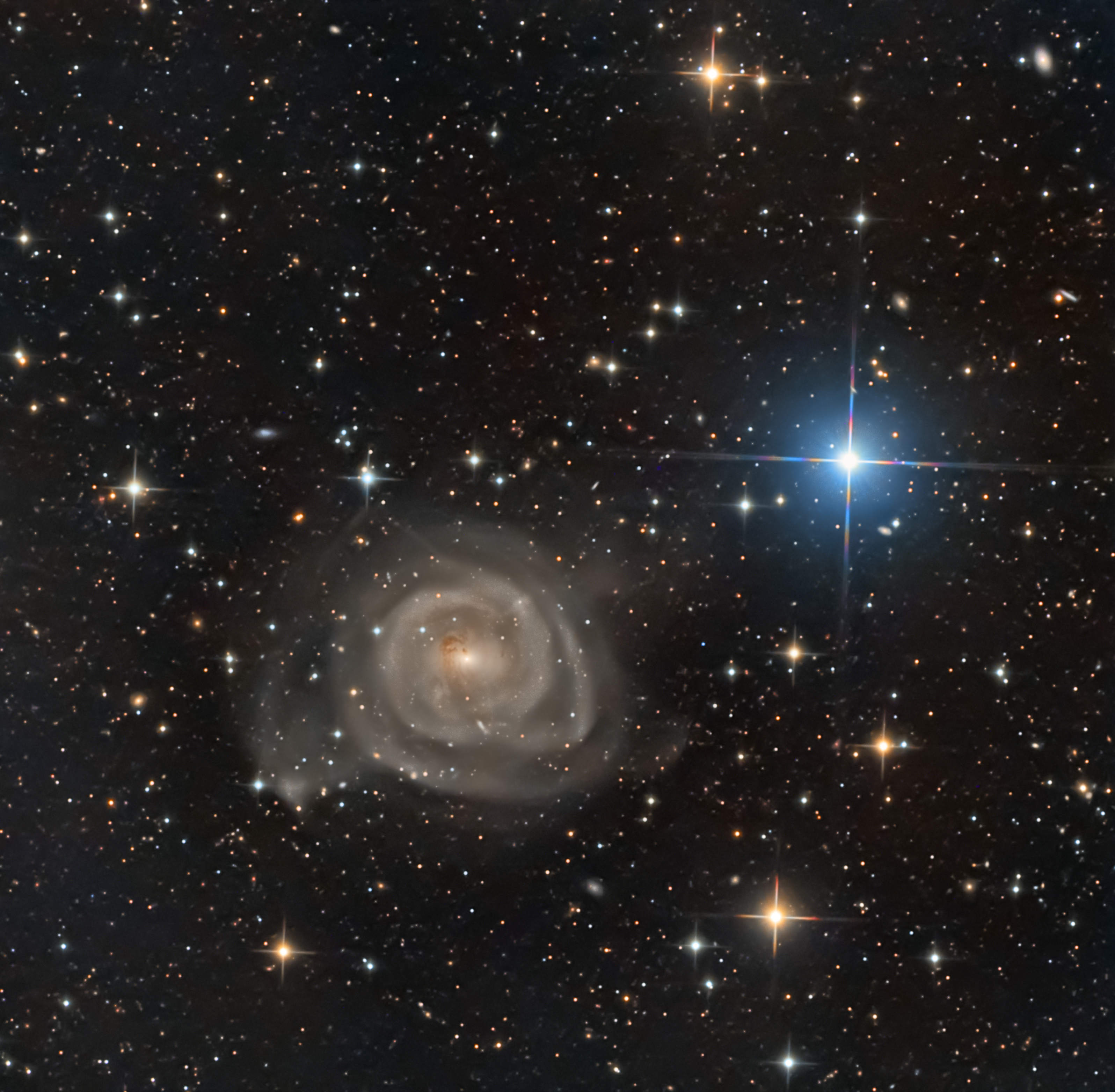
NGC 2655 từ Planewave CDK24 ở Julian, CA

NGC 2655 là tên của một thiên hà hình hạt đậu nằm trong chòm sao Lộc Báo. Tính từ trái đất, khoảng cách của nó xấp xỉ khoảng 60 triệu năm ánh sáng. Bên cạnh đó, thiên hà NGC 2655 là một thiên hà Seyfert. Những làn bụi trong tâm thiên hà thì không đối xứng, những cái nhánh thủy triều và dòng khí Hydro trung tính thì mở rộng ra cho thấy NGC 2655 đã trải qua một sự hợp nhất. Thậm chí là nhiều sự hợp nhất trong quá khứ nếu xét những đuôi HI và đuôi quang học. Trong hình ánh hồng ngoại, các nhà nghiên cứu cũng đã phát hiện một thanh chắn mờ nhạt. Bán kính của thiên hà này xấp xỉ là 195000 năm ánh sáng.
Vào ngày 26 tháng 9 năm 1802, nhà thiên văn học người Anh gốc Đức William Herschel phát hiện và mô tả rằng nó rất sáng cũng như được xem là to lớn. Với một kính viễn vọng có kích thước 4 inch, ta có thể nhìn thấy nó nếu bầu trời đen kịt tại vị trí 10°Của điểm cực bắc trên bầu trời. Một siêu tân tinh loại Ia tên là SN 2011B được quan sát là xuất hiện trong thiên hà này với độ sáng là 12,8.
NGC 2655 là thành viên sáng nhất trong nhóm NGC 2655. Nhóm này có chứa các thiên hà loại Sc tên là NGC 2715, NGC 2591 và NGC 2748. Một trong những cấu trúc khí của NGC 2655 được quan sát là đang di chuyển về phía thiên hà nhỏ UGC 4714.